# 柏インター南
柏インター南（かしわインターみなみ）は千葉県柏市の町名。丁番を持たない単独町名である。住居表示未実施。

## 地理
柏市の北西部に位置し、柏インターチェンジの南隣に存在している。町内の殆どが倉庫などの物流センターが設置されている。

## 歴史
- 2018年（平成30年）9月22日 - 柏インター第一地区土地区画整理事業に伴い、十余二、中十余二、大青田、青田新田飛地、柏の葉五丁目の各一部を分離し、柏インター南を設置[4]。

## 世帯数と人口
2018年（平成30年）10月31日現在の世帯数と人口は以下の通りである。
| 町丁         | 世帯数 | 人口 |
| ------------ | ------ | ---- |
| 柏インター南 | 15世帯 | 36人 |

## その他

### 日本郵便
- 郵便番号 : 277-0874[2]（集配局：柏郵便局[5]）。